# Jiang Wenwen (nadadora sincronizada)
Jiang Wenwen (Chengdu, 25 de setembro de 1986) é uma nadadora sincronizada chinesa, medalhista olímpica. 

## Carreira
Jiang Wenwen representou seu país nos Jogos Olímpicos de 2008 e 2012, ganhando a medalha de prata por equipes em Londres. E bronze em Pequim, por equipes. 